# LY-334370
LY-334370 ist ein selektiver 5-HT1F-Rezeptor-Agonist, der von Eli Lilly and Company für die Behandlung von Migränekopfschmerzen entwickelt wurde. Das Medikament zeigte in einer klinischen Studie der Phase III Wirksamkeit, die weitere Entwicklung wurde jedoch aufgrund der bei Tieren festgestellten Toxizität eingestellt.